# Chaim Soutine
Chaim Soutine (čita se: "Haim Sutin") (blr. Хаім Суцін, rus. Хаим Соломонович Сутин) (Smilaviči, Bjelorusija 1893. – Pariz, 19. kolovoza 1943.) - židovski ekspresionistički slikar iz Bjelorusije. Trideset godina proveo je u Parizu.
Rođen je 1893. u mjestu Smilaviči kod Minska, u siromašnoj židovskoj obitelji. Mladost je proveo u getu.
Godine 1913. odlazi u Pariz, gdje dolazi u kontakt s fovistima. Živio je na Montparnasseu i prijateljevao s Amedeom Modiglianijem. Za razliku od većine suvremenika, koristio je žive boje. Patio je od naleta depresije tijekom, kojih je uništio većinu svojih djela nastalih u razdoblju 1920. – 1929. Rijetko je izlagao svoje slike. Nakon izložbe 1937. postao je priznat u umjetničkim krugovima.
Soutineovi su likovi izobličeni i deformirani, degenerični, što je posljedica njegovog teškog života. Na portretima prikazuje usamljene i depresivne ljude, koje život nije štedio.
Poznata djela Chaima Soutinea su: "Dječak iz zbora", "Zaklani vol", "Pejzaž", "Žena u crvenom" i dr.